# Parafia Najświętszej Maryi Panny Matki Kościoła w Warnicach
Parafia pod wezwaniem Najświętszej Maryi Panny Matki Kościoła w Warnicach – parafia rzymskokatolicka należąca do dekanatu Pyrzyce, archidiecezji szczecińsko-kamieńskiej, metropolii szczecińsko-kamieńskiej. Prowadzą ją księża diecezjalni. Siedziba parafii mieści się w Warnicach.

## Miejsca święte

### Kościół parafialny
Kościół Najświętszej Maryi Panny Matki Kościoła w Warnicach

### Kościoły filialne i kaplice
- Kościół Narodzenia Najświętszej Maryi Panny w Barnimiu[1]
- Kościół w Kłębach[1]
- Kościół św. Teresy od Dzieciątka Jezus w Koszewku[1]
- Kościół Niepokalanego Poczęcia Najświętszej Maryi Panny w Koszewie[1]
- Kaplica w Reńsku[1]